# Black Springs (Arkansas)
Black Springs es un pueblo ubicado en el condado de Montgomery en el estado estadounidense de Arkansas. En el Censo de 2010 tenía una población de 99 habitantes y una densidad poblacional de 85,32 personas por km².

## Geografía
Black Springs se encuentra ubicado en las coordenadas 34°27′33″N 93°42′42″O / 34.45917, -93.71167. Según la Oficina del Censo de los Estados Unidos, Black Springs tiene una superficie total de 1.16 km², de la cual 1.15 km² corresponden a tierra firme y (0.89%) 0.01 km² es agua.

## Demografía
Según el censo de 2010, había 99 personas residiendo en Black Springs. La densidad de población era de 85,32 hab./km². De los 99 habitantes, Black Springs estaba compuesto por el 100% blancos, el 0% eran afroamericanos, el 0% eran amerindios, el 0% eran asiáticos, el 0% eran isleños del Pacífico, el 0% eran de otras razas y el 0% pertenecían a dos o más razas. Del total de la población el 0% eran hispanos o latinos de cualquier raza.